# Renfe série 273
La série 273 de la Renfe se limite à une locomotive électrique construite en 1931 par Naval pour la partie mécanique et Metropolitan-Vickers pour la partie électrique.

## Historique
Elle a commencé sa carrière sur les lignes de la Compañía del Norte :  
- Madrid - Avila - Segovia,
- Miranda de Ebro - Irun/Hendaye
- Miranda de Ebro - Burgos.

Elle est de type 2CC2 comme la série 272 (ex 7200), mais est plus puissante. Avec ses 151.6 tonnes, elle a été la locomotive la plus lourde à avoir circulé sur les voies de la Renfe.
Elle a été retirée du service en 1976 devant l'arrivée des locomotives bitension (1500 et 3000 V).